# 깟라이항
깟라이항(Cảng Cát Lái)은 호찌민시 2군 동나이강에 위치한 사이공 신항만공사가 관리하는 호찌민시 지역 항만 체계의 핵심항구 중 하나이다. 깟라이항만역에서 붕따우까지 운항 거리는 69.2 km, 정박 깊이는 12.5m이다. 깟라이항은 현재 베트남에서 가장 크고, 가장 현대적인 국제 컨테이너 항구로, 호찌민시는 남부의 90% 이상을 차지하고 거의 50%의 시장 점유율을 차지하는 세계 25대 주요 항구에 랭크되어 있다.

## 개요
깟라이항은 1996년 6월부터 2002년까지 여러 단계로 건설되었으며, 초기 면적은 150m의 정박지 2개를 포함하여 약 17만 제곱미터로, 2만 DWT 이상의 선박을 수용할 수 있었다. 동시에 깟라이는 고객 유치를 위해 하노이 고속도로에서 깟라이 페리까지 25번 고속도로를 건설하기 위해 시와 협력했다.
1998년 3월 깟라이에서 선착한 첫 열차는 5000톤이 넘는 쌀을 싣고 내리는 중국의 난평산이었다. 컨테이너 운행을 시작한 후, 첫 열차는 2002년 10월에 깟라이에 도착한 RCL 운송 회사에서 왔다.
2005년, 투티엠교가 완공되자 사이공 신항은 떤깡항에서 깟라이 항으로 컨테이너선을 받는 모든 활동을 이전하였는데, 이로부터 깟라이 항이 남부 지역의 핵심 항구가 되었다.
깟라이항은 디스패치 센터 - 사이공 뉴포트 회사에 의해 운영된다. 항만 내 영역은 냉장 컨테이너와 바지선을 수용하고, 쌀포장 전용의 별도 터미널로 2개의 터미널A와 B로 구분되어 있다. 깟라이항 내부에는 빈 컨테이너를 관리할 3개의 창고가 있으며, 외부 영역에는 4개의 창고와 연결되어 있다.
2007년 이전에는 깟라이항은 수동 야드와 컨터이너 관리법을 사용했다. 2006년부터 사이공 뉴포트 회사는 호주에서 온 TOPX 실시간 관리 소프트웨어를 사용하기로 서명하여 거의 모든 야드의 계획과 관리를 자동화했다.
깟라이항은 현재 호찌민시의 항구를 통해 컨테이너형 수출입의 90% 이상을 점유하고 있으며, 이는 국내 시장 점유율의 거의 50%를 차지하고 있으며, 처리량이 가장 큰 상위 25위 컨테이너항에 들어가는 시장점유율이다.
2005년에는 깟라이의 처리량이 100만TEU에 달했고 2011년에는 깟라이항의 처리량이 260만 TEU로 증가했다. 깟라이항은 현재 호찌민시의 항구를 통해 컨테이너형 수출입의 90% 이상을 점유하고 있으며, 이는 국내 시장 점유율의 거의 50%를 차지하고 있으며, 처리량이 가장 큰 상위 25위 컨테이너항에 들어가는 시장점유율이다.

## 같이 보기
- 사이공항